# گله‌خانه
گله‌خانه یکی از روستاهای استان آذربایجان شرقی است که در دهستان قوری‌گل بخش مرکزی شهرستان بستان‌آباد واقع شده‌است.این روستا ۱۶۰ نفر جمعیت دارد.